# Kristian Digby
Kristian Digby (Torquay, 24 giugno 1977 – Newham, 1º marzo 2010) è stato un conduttore televisivo e regista britannico.

## Biografia
Dichiaratamente omosessuale, ha debuttato nel mondo della televisione a cavallo tra gli anni novanta e gli anni duemila su ITV plc conducendo il programma Nightlife. Precedentemente ha partecipato ai programmi serali di LBC Sunday Night e One Night Strand. Nello stesso tempo ha diretto i programmi televisivi Homefront, Fantasy Rooms e She's Gotta Have It mentre nel 2001 ha condotto il programma That Gay Show su BBC Choice.
Dal 2003 ha condotto diversi programmi per la BBC, tra cui il noto To Buy or Not to Buy. Ha inoltre condotto altri programmi come Uncharted Territory, Holiday, Trading Up, Living in the Sun e Open House, quest'ultimo in onda la mattina. Successivamente ha condotto i programmi mattutini Buy It, Sell It, Bank It e To Build or Not to Build.
È stato trovato morto nel suo appartamento a Newham, Londra, il 1º marzo 2010. In seguito all'intervento dei medici, sono stati rinvenuti nella stanza in cui è deceduto degli oggetti, una cintura e una borsa, che sono stati associati ad una pratica di autoerotismo estremo che ha portato l'uomo alla morte per asfissia e che sono stati raccolti come prove. Le circostanze della morte non sono ancora state accertate.